# Augustines
Augustines was een Amerikaanse indierockband uit Brooklyn, New York. De band werd in 2010 opgericht als We Are Augustines door gitarist William McCarthy, multi-instrumentalist Eric Sanderson en drummer Rob Allen. McCarthy en Sanderson hadden daarvoor al in Pela gespeeld. Allen voegde zich later bij de nieuwe band. Augustines stond bekend om hun energieke shows die ze afsloten met midden in het publiek optreden.

## Geschiedenis
De band heeft drie albums uitgebracht. Rise ye sunken ships verscheen in 2011 in Australië, Nieuw-Zeeland en Noord-Amerika. In 2012 volgde een wereldwijde uitgave. De videoclip van het lied Chapel song werd uitgeroepen tot beste clip op het Los Angeles Art-house film festival. In 2014 werd het tweede album Augustines uitgebracht. In 2016 werd het derde en laatste album This is your life uitgebracht. Op 6 september dat jaar kondigde de band aan om financiële redenen te stoppen. In 2017 verscheen de documentaire Rise: The story of Augustines over de geschiedenis van de band.

## Discografie

### Albums
- Rise ye sunken ships, 2011
- Augustines, 2014
- This is your life, 2016

### Ep's
- Rock the vote, 2012
- iTunes Session, 2012